# Ниеми, Лиза
Ли́за Энн Хаапание́ми (Ние́ми) (англ. Lisa Anne Haapaniemi «Niemi»; 26 мая 1956, Хьюстон, Техас, США) — американская актриса, кинорежиссёр, сценарист, кинопродюсер, танцовщица, хореограф и писательница. Использует сценическое имя «Лиза Ниеми». Вдова Патрика Суэйзи, с которым прожила в браке 34 года.

## Биография
Урождённая Лиза Энн Хаапаниеми родилась 26 мая 1956 года в Хьюстоне (штат Техас, США) в семье финских иммигрантов Эмонда Мелвина Хаапаниеми (1914—1984), директора службы сохранения воды Красного Креста, и медсестры Эдны Кэрин Хиттинен (р. в 1928). У Лизы есть четверо старших братьев и один младший.
В 1974 году Лиза окончила «Houston Ballet Dance Company». Для сценического имени она сократила свою девичью фамилию Хаапаниеми до Ниеми в 1977 году.

## Карьера
Лиза начала карьеру актрисы, кинорежиссёра, сценариста, кинопродюсера, танцовщицы, хореографа и писательницы в 1975 году. На счету Ниеми десятки кинофильмов. Вместе с Патриком Суэйзи Ниеми была сценаристом, режиссёром и актрисой в работе над картиной «Последний танец» 2003 года. Фильм основан на пьесе «Without a Word», которая до того с успехом исполнялась уже 18 лет и завоевала 6 премий. Ниеми так говорила об этой своей работе: «По большей части это основано на нашем опыте, как концертных танцорах Нью-Йорка, и это повлияло на множество людей».
Также Ниеми (с Суэйзи) снялась в одной из главных ролей в картине «Стальной рассвет» 1987 года и также в главной роли в картине «Beat Angel» 2004 года. Ниеми также снималась в «Letters from a Killer», «Ближайший родственник», «Янгер и Янгер», «Live! From Death Row», «У неё будет ребёнок» и «Slam Dance». Пэтси Суэйзи ставила хореографию для фильмов «Городской ковбой» и «Грандвью, США». Ниеми была режиссёром в фильме «Dance» 1990 года.
Ниеми снялась в роли Карлы Фрост в 23 эпизодах телесериала «Суперсила», выходившего с 1990 по 1991 годы. Также она режиссировала эпизод «My Brother’s Keeper», вышедший 9 апреля 2009, телесериала «Зверь», в котором снимался её супруг. Это была его последняя съёмка перед смертью.
29 сентября 2009 года Ниеми выпустила книгу мемуаров, «The Time of My Life» (ISBN 978-1-4391-5858-6), которая стала бестселлером по версии Нью-Йорк Таймс. Соавтором книги стал Патрик Суэйзи, так как работа над книгой была закончена незадолго до его смерти. 2 января 2012 Ниеми выпустила и свои мемуары, книгу «Worth Fighting For».

## Личная жизнь
Обучаясь в Houston Ballet Dance Company, познакомилась с сыном владельца и директора организации, Патриком Суэйзи; они начали встречаться, когда ей было 15 лет. Ниеми с Суэйзи поженились 12 июня 1975 и прожили вместе до самой его смерти от рака поджелудочной железы 14 сентября 2009.
Вскоре после женитьбы пара переехала в Нью-Йорк для развития своей танцевальной карьеры и проживала там до конца 1970-х, после чего переехала в Лос-Анджелес, Калифорния. Помимо танцев и создания фильмов они вместе занимались строительным бизнесом и разведением лошадей. У них не было детей.
В 1985 году Ниеми приобрела усадьбу с участком в 20 000 м² близ Angeles National Forest для «содержания собак, призовых арабских скакунов и быков для родео». Также она владеет ранчо площадью 81 км² в Нью-Мексико.
Лиза является лицензированным пилотом и самолётом доставляла Патрика на лечение до его смерти. Во время съёмок «Последнего танца» в Виннипеге, Манитоба, Ниеми стала почётной жительницей канадского города. После смерти мужа она стала главным послом надежды для больных раком поджелудочной железы в движении для поддержки больных. В июле 2011 года она была удостоена звания дамы и удостоена Королевского ордена Франциска I.
28 декабря 2013 года было объявлено о её помолвке с ювелиром Альбертом Деприско (р. в 1956), с которым она встречалась 2 года до их свадьбы. 25 мая 2014 Лиза и Альберт поженились.